# 状态方程
在物理学和热力学中，状态方程（英語：Equation of state），也称物态方程，表达了热力学系统中若干个态函数参量之间的关系。特別是在热力学中，状态方程是一个热力学方程，描述了给定物理条件环境下物质的状态，例如其温度、压强、体积和内能。状态方程在描述流体、混合流体、固体甚至是研究恒星内部都十分有用。

## 概述
物态方程最显著的作用是它可以通过已知条件来预测气体和液体的状态。具有这样的目的的、较为简单的物态方程是理想气体状态方程，这个方程在低压强、中等温度的情况下，可以粗略地估算气体的状态。然而，当压强升、温度降低时，这个方程的精确度会降低，并且不能预测气体液化为液体。因此，科学家研究出了一系列针对气体和液体的更为精确的物态方程。目前，没有一个单独的方程可以精确地预测所有物质在所有情况下的状态。
除了上述的针对气体和液体的物态方程，也有可以预测固体体积，甚至可以预测固体从一种晶态变为另一种的转变。对于恒星、中子星内部，也有专门的模型来描述其物态变化。与之相关的则是理想流体的状态方程。

## 历史

### 玻意耳－马略特定律（1662）
玻意耳定律可能是第一个有关物质状态的方程表达。1662年，这位著名的爱尔兰物理学家、化学家罗伯特·波义耳利用一端封闭、管内装有气体的J形管进行了一系列实验。管里还加入了水银封闭，使管内气体的数量保持恒定。然后，波义耳仔细地测量了气体的体积。气体的压强可以通过测量J形管长短两端水银页面的高度来得到。通过这一系列实验，波义耳注意到气体体积与压强成反比关系，这可以表达为以下的数学形式：
{\displaystyle pV=\mathrm {constant} .\,\!}
以上的关系式也被埃德姆·马略特发现，这个定律也被称为“玻意耳－马略特定律”。不过，马略特直到1676年都没有发表这个发现。

### 查理-吕萨克定律（1787）
1787年，法国物理学家雅克·查理（Jacques Charles）发现氧气、氮气、氢气、二氧化碳和其他气体，当温度升高80开尔文（热力学温标）、其他条件一致时，气体膨胀的体积相等。约瑟夫·路易·盖-吕萨克也发表了相似的实验结果，表明了体积与温度之间的线性关系：
{\displaystyle {\frac {V_{1}}{T_{1}}}={\frac {V_{2}}{T_{2}}}.}
上面这个方程被称为“查理定律”。

### 道尔顿分压定律（1801）
道尔顿分压定律指出，{\displaystyle n}种气体组成的混合气体的压强等于各组分气体单独所受压强之和，可以用下面的数学形式表达：
{\displaystyle p_{\text{total}}=p_{1}+p_{2}+\cdots +p_{n}=p_{\text{total}}=\sum _{i=1}^{n}p_{i}.}

### 理想气体定律（1834）
理想气体定律，又称理想气体状态方程，是1834年法国物理学家埃米里·克拉珀龙（法語：Benoît Paul Émile Clapeyron）综合波义耳和查里的发现得到的一个方程。最初，这个定律被表达为{\displaystyle PV_{m}=R(T_{C}+267)}（温度以热力学温标为单位），这里{\displaystyle R}是气体常数。然而，不久后的研究表明267应该被修正为接近273.2，因为当时定义0摄氏度等于273.15开尔文，于是有以下的式子：
{\displaystyle \ pV_{m}=R(T_{C}+273.15).}

### 凡得瓦方程（1873）
1873年，荷兰物理学家范德华给出了有限体积被连续分子充满情况下的物态方程。他的这一新公式改革了对于物态方程的研究。其后又有雷德利希-邝氏方程（英語：Redlich–Kwong equation of state）等对三次方程的修正。

## 主要物态方程
对于一个系统中的给提物质，温度、体积和压强不是相互独立的量。它们被下面的方程约束：
{\displaystyle {\ f(p,V,T)=0}.}
式中的变量定义在下面给出。一些始终被用到的单位还将被使用，尽管国际单位制（SI）现在被推荐使用。特别指出，温度采用的是热力学温标。
{\displaystyle \ p} = 压强
{\displaystyle \ V} = 体积
{\displaystyle \ n} = 物质粒子的数量
{\displaystyle \ V_{m}} = {\displaystyle {\frac {V}{n}}} = 摩尔体积，即1摩尔物质（通常指气体或液体）的体积
{\displaystyle \ T} = 热力学温标
{\displaystyle \ R} = 气体常数（8.314472 J/(mol·K)）
{\displaystyle \ p_{c}} = 临界点压强
{\displaystyle \ V_{c}} = 临界点时的摩尔体积
{\displaystyle \ T_{c}} = 临界点时的热力学温标

### 经典理想气体状态方程
经典理想气体状态方程可以写作：
{\displaystyle {\ pV=nRT}.}
也可以表达为以下形式：
{\displaystyle {\ p=\rho (\gamma -1)e}}
这里，{\displaystyle \rho }表示密度，{\displaystyle \gamma =C_{p}/C_{v}}表示绝热指数，{\displaystyle e=C_{v}T}表示单位质量物质的内能，{\displaystyle C_{v}}表示恒定体积下的热容，{\displaystyle C_{p}}表示恒定压强下的热容。

## 三次的物态方程

### 范德华方程
范德华方程写作：
{\displaystyle {\left(p+{\frac {a}{V_{m}^{2}}}\right)\left(V_{m}-b\right)=RT}}
这里{\displaystyle V_{m}}为摩尔体积，{\displaystyle a} and {\displaystyle b}为表征物质本身性质的两个常数，它们可以通过临界点时的参数{\displaystyle p_{c},T_{c}}及{\displaystyle V_{c}}用以下的式子计算出（注意，{\displaystyle V_{c}}是临界点时的摩尔体积）：
{\displaystyle a=3p_{c}\,V_{c}^{2}}
{\displaystyle b={\frac {V_{c}}{3}}.}
也可以写作：
{\displaystyle a={\frac {27(R\,T_{c})^{2}}{64p_{c}}}}
{\displaystyle b={\frac {R\,T_{c}}{8p_{c}}}.}
范德华方程于1873年被提出来，是最早的几个能够比理想气体状态方程更为准确的物态方程之一。在这一里程碑意义的方程中，{\displaystyle a}被称作吸引参量（attraction parameter），而{\displaystyle b}被称作排斥参量（repulsion parameter）或有效摩尔体积（effective molecular volume）。尽管这个方程确实比理想气体状态方程更加优秀，并且确实能够预测液体的相态，其与实验值的较高吻合度却仅仅发生在有液体形成的情况。由于历史原因，范德华方程在教科书和论文中不断被引用，以现在的眼光评判的话，范德华方程仍然是过时的。其他一些稍微复杂一点的物态方程表现出更高的精确度。
范德华方程可以被认为是一个改进的理想气体状态方程，原因如下：
1. 分子被看做是具有体积的微粒，而不是一个根据其物质决定的点。因此{\displaystyle V}不能够太小，以至于小于一些常量。所以在范德华方程中使用{\displaystyle V-b}来代替{\displaystyle V}。
2. 尽管理想气体分子间不进行相互碰撞，我们考虑分子与其他分子互相吸引的距离在几个分子半径的距离内。这对分子内的物质影响不大，但是却使分子表面的物质在半径方向被向里吸引。因此，利用理想气体状态方程计算式，我们人为地使得外层表面的压强减小，因此我们使用{\displaystyle p}一个特定值来代替{\displaystyle p}。为了求得这个“特定值”，需要考察一个施加在气体分子的额外的力。当这个施加在每个表面分子的力为{\displaystyle p}，施加在所有分子的力为~{\displaystyle \rho ^{2}}~{\displaystyle {\frac {1}{V_{m}^{2}}}}。

利用这些無量綱的状态参量，例如，Vr=Vm/Vc，Pr=P/Pc以及Tr=T/Tc，范德华方程可以表示为：
{\displaystyle {\left(P_{r}+{\frac {3}{V_{r}^{2}}}\right)\left(3V_{r}-1\right)=8T_{r}}}
这个方程形式的好处在于，对于给定的Tr和Pr，無量綱体积可以直接利用三次方程解得：
{\displaystyle {V_{r}^{3}-\left({\frac {1}{3}}+{\frac {8T_{r}}{3P_{r}}}\right)V_{r}^{2}+{\frac {3V_{r}}{P_{r}}}-{\frac {1}{P_{r}}}=0}}
对于Pr<1且Tr<1，系统处于蒸发-液态平衡。在上面的情况里，这个三次方程可以导出3个根。最大的根以及最小的根分别为气体和液体的無量綱体积。

### 雷德利希-邝氏方程（Redlich-Kwong 方程）
{\displaystyle {p={\frac {R\,T}{V_{m}-b}}-{\frac {a}{{\sqrt {T}}\,V_{m}\left(V_{m}+b\right)}}}}
{\displaystyle a={\frac {0.42748\,R^{2}\,T_{c}^{\,2.5}}{p_{c}}}}
{\displaystyle b={\frac {0.08662\,R\,T_{c}}{p_{c}}}}
雷德利希-邝氏方程于1949年被提出，是对于当时其他物态方程的一个较大的改进形式。由于它相对简单的数学形式，它仍然引起了很多人的兴趣。虽然比范德华方程更优越，但是因为它在涉及液相的情况里表现得不太好，因此不能用于精确计算气液平衡。然而，它仍然可以在涉及单独的液相的情况里发挥作用。
当压强对临界压强的比值小于温度对临界温度比值的一半时，即：
{\displaystyle {\frac {p}{p_{c}}}<{\frac {T}{2T_{c}}}.}
雷德利希-邝氏方程能够充分胜任计算气相属性。

### 索阿维对雷德利希-邝氏方程的修正
{\displaystyle p={\frac {R\,T}{V_{m}-b}}-{\frac {a\,\alpha }{V_{m}\left(V_{m}+b\right)}}}
{\displaystyle a={\frac {0.42748\,R^{2}\,T_{c}^{2}}{P_{c}}}}
{\displaystyle b={\frac {0.08664\,R\,T_{c}}{P_{c}}}}
{\displaystyle \alpha =\left(1+\left(0.48508+1.55171\,\omega -0.15613\,\omega ^{2}\right)\left(1-T_{r}^{\,0.5}\right)\right)^{2}}
{\displaystyle T_{r}={\frac {T}{T_{c}}}}
这里，{\displaystyle \omega }是该种物质的偏离系数。索阿维修正的原始形式为：
{\displaystyle \alpha =\left(1+\left(0.48+1.574\,\omega -0.176\,\omega ^{2}\right)\left(1-T_{r}^{\,0.5}\right)\right)^{2}}
在1972年，索阿维(G. Soave）将雷德利希-邝氏方程中的1/√(T)项替换为一个与温度和偏离系数有关的函数α(T,ω)，替换后的方程也被称作“索阿维-雷德利希-邝氏方程”。引入α函数是为了与烃的蒸发压强相适应，事实证明这个方程在这些物质的相关计算中更加精确。

### 彭-罗宾逊物态方程（Peng–Robinson 方程）
{\displaystyle p={\frac {R\,T}{V_{m}-b}}-{\frac {a\,\alpha }{V_{m}^{2}+2bV_{m}-b^{2}}}}
{\displaystyle a={\frac {0.45724\,R^{2}\,T_{c}^{2}}{p_{c}}}}
{\displaystyle b={\frac {0.07780\,R\,T_{c}}{p_{c}}}}
{\displaystyle \alpha =\left(1+\left(0.37464+1.54226\,\omega -0.26992\,\omega ^{2}\right)\left(1-T_{r}^{\,0.5}\right)\right)^{2}}
{\displaystyle T_{r}={\frac {T}{T_{c}}}}
可以写作多项式的形式：
{\displaystyle A={\frac {a\alpha p}{R^{2}\,T^{2}}}}
{\displaystyle B={\frac {bp}{RT}}}
{\displaystyle Z^{3}-(1-B)\ Z^{2}+(A-2B-3B^{2})\ Z-(AB-B^{2}-B^{3})=0\,\!}
这里，{\displaystyle \omega }是物质的偏离系数，{\displaystyle R}是气体常数，{\displaystyle Z={\frac {PV}{RT}}}是压缩因子。
彭-罗宾逊方程于1976年被导出，主要是为了以下的几个目的：
1. 参数应该可以用临界参量和偏离系数表达；
2. 模型能够在临界状态附近体现较高的精确度，尤其是对于压缩因子和流体密度的计算；
3. 混杂的规定不应该引用比二元相互作用参量更加复杂的参数，而应该独立于温度、压强和物质组分；
4. 方程应该能够适用于所有流体（例如天然气）的性质。

虽然它总的来说在预测许多流体密度方面表现得更好，但是在大多数部分，彭-罗宾逊方程的效果和索阿维的方程相似，尤其是在针对非极化物质的计算方面。

### Elliott, Suresh, Donohue方程
Elliott, Suresh, Donohue方程（简称：ESD方程）于1990年被提出。，这个方程是为了修正彭-罗宾逊方程中由于范德瓦尔斯项引起的一处不精确。
{\displaystyle {\frac {pV_{m}}{RT}}=Z=1+Z^{\rm {rep}}+Z^{\rm {att}}}
这里：
{\displaystyle Z^{\rm {rep}}={\frac {4c\eta }{1-1.9\eta }}}
{\displaystyle Z^{\rm {att}}=-{\frac {z_{m}q\eta Y}{1+k_{1}\eta Y}}}
且，
{\displaystyle c}是一个偏离系数，{\displaystyle c=1}表示球状分子
对于非球状分子，下面的关系被用到：
{\displaystyle c=1+3.535\omega +0.533\omega ^{2}}，这里{\displaystyle \omega }是一个偏离系数。
减少的分子数量密度{\displaystyle \eta }可以表达为{\displaystyle \eta ={\frac {v^{*}n}{V}}}
这里
{\displaystyle v^{*}}为一个关于物质尺寸的参数
{\displaystyle n}为分子数量
{\displaystyle V}为容器体积
与尺寸相关的特征参数与形状参数{\displaystyle c}的关系为：
{\displaystyle v^{*}={\frac {kT_{c}}{P_{c}}}\Phi }
这里
{\displaystyle \Phi ={\frac {0.0312+0.087(c-1)+0.008(c-1)^{2}}{1.000+2.455(c-1)+0.732(c-1)^{2}}}}，且{\displaystyle k}为波尔兹曼常数。
应用时，应当注意波尔兹曼常数和气体常数之间的关系，并要观察到分子数量可以用阿伏伽德罗常数和摩尔质量表示。简化的数量密度{\displaystyle \eta }可以用体积表达为：
{\displaystyle \eta ={\frac {RT_{c}}{P_{c}}}\Phi {\frac {1}{V_{m}}}.}
形状参数{\displaystyle q}可以通过下面的式子给出：
{\displaystyle Y=\exp \left({\frac {\epsilon }{kT}}\right)-k_{2}}
这里{\displaystyle \epsilon }为矩形势阱的“深度”，又可以由以下式子得到：
{\displaystyle {\frac {\epsilon }{k}}={\frac {1.000+0.945(c-1)+0.134(c-1)^{2}}{1.023+2.225(c-1)+0.478(c-1)^{2}}}}
{\displaystyle z_{m}}，{\displaystyle k_{1}}，{\displaystyle k_{2}}和{\displaystyle k_{3}}是物态方程的常数；
{\displaystyle z_{m}=9.49}为球状分子的情况（c=1）
{\displaystyle k_{1}=1.7745}
{\displaystyle k_{2}=1.0617}
{\displaystyle k_{3}=1.90476.}
关于这个模型的细节，可以参阅J.R. Elliott Jr在1990年的论文。

## 非三次的物态方程

### 狄特里奇物态方程
{\displaystyle \ p(V-b)=RTe^{-a/RTV}}
这里{\displaystyle a}与分子相互作用相关，{\displaystyle b}考虑了分子的有限体积（与范德华方程类似）。
可以简化为：
{\displaystyle \ T_{c}={\frac {a}{4Rb}},\ p_{c}={\frac {a}{4b^{2}e^{2}}},\ V_{c}=2b.}

## 維里狀態方程

### 維里狀態方程
{\displaystyle {\frac {pV_{m}}{RT}}=1+{\frac {B}{V_{m}}}+{\frac {C}{V_{m}^{2}}}+{\frac {D}{V_{m}^{3}}}+\dots }
{\displaystyle B=-V_{c}\,}
{\displaystyle C={\frac {V_{c}^{2}}{3}}}
尽管形式上不是最方便的物态方程，维里状态方程（Virial equation of state）仍然十分重要，因为它可以直接由统计力学推导出。这个方程也被称作昂内斯（Heike Kamerlingh Onnes）方程。如果关于分子内部力的数学假设设定得适当，那么就能得到每一个维里系数的理论表达。在上面的式子中，{\displaystyle B}表示每两个分子间的相互作用，{\displaystyle C}表示每三个分子间的相互作用，以此类推......如果考虑的项数越多，方程的精确性就越高。系数{\displaystyle B,C,D}只是温度的函数。
通过应用范德瓦尔斯方程中的参数{\displaystyle a,b}，它也可以用来求解波义耳温度（当{\displaystyle B=0}时且应用于理想气体），如下式：
{\displaystyle B=b-{\frac {a}{RT}}.}

### BWR物态方程
{\displaystyle p=\rho RT+\left(B_{0}RT-A_{0}-{\frac {C_{0}}{T^{2}}}+{\frac {D_{0}}{T^{3}}}-{\frac {E_{0}}{T^{4}}}\right)\rho ^{2}+\left(bRT-a-{\frac {d}{T}}\right)\rho ^{3}+\alpha \left(a+{\frac {d}{T}}\right)\rho ^{6}+{\frac {c\rho ^{3}}{T^{2}}}\left(1+\gamma \rho ^{2}\right)\exp \left(-\gamma \rho ^{2}\right)}
这里
{\displaystyle p}为压强
{\displaystyle \rho }为摩尔体积
1973年K.E. Starling出版的一部专著记有15种物质的参数值。

## 多参量物态方程

### 亥姆霍兹函数形式
亥姆霍兹物态方程（Multiparameter equations of state (MEOS)）可以用来精确地计算纯净的流体（包括液态和氣态）。亥姆霍兹函数为理想气体项和剩余项的和。这两项在简化的温度和密度很明晰，由此：
{\displaystyle {\frac {a(T,\rho )}{RT}}={\frac {a^{o}(T,\rho )+a^{r}(T,\rho )}{RT}}=\alpha ^{o}(\tau ,\delta )+\alpha ^{r}(\tau ,\delta )}
这里
{\displaystyle \tau ={\frac {T_{r}}{T}},\delta ={\frac {\rho }{\rho _{r}}}}

## 其他物态方程的形式

### 极端相对物态方程
极端相对的流体具有以下的物态方程：
{\displaystyle p=\rho _{m}c_{s}^{2}}
这里{\displaystyle p}为压强， {\displaystyle \rho _{m}}为质量密度，{\displaystyle c_{s}}为音速。

### 理想玻色物态方程
对于理想的玻色气体，其物态方程为：
{\displaystyle pV_{m}=RT~{\frac {{\textrm {Li}}_{\alpha +1}(z)}{\zeta (\alpha )}}\left({\frac {T}{T_{c}}}\right)^{\alpha }}
这里{\displaystyle \alpha }表征系统自身特性的一个指数（例如当不存在一个势场时，{\displaystyle \alpha =3/2}），{\displaystyle z}等于 {\displaystyle \exp(\mu /kT)} ，这里{\displaystyle \mu }為化学势，{\displaystyle {\textrm {Li}}}为多重对数函数
，{\displaystyle \xi }表示黎曼ζ函数，{\displaystyle T_{c}}为玻色-爱因斯坦凝聚开始形成时的临界温度。